# Amelia Warner
Amelia Warner, nata Amelia Catherine Bennett (Liverpool, 4 giugno 1982), è un'attrice e cantautrice britannica.
Come musicista si esibisce con lo pseudonimo Slow Moving Millie.

## Biografia

### Carriera
Unica figlia dell'attrice inglese Annette Ekblom e dell'attore Alun Lewis Bennett, si trasferisce a Londra con la madre all'età di 4 anni, dove frequenta la Royal Masonic School for Girls e in seguito il College of Fine Arts.
Grazie alla partecipazione ad una rappresentazione teatrale a Covent Garden, viene notata da un agente che le permette di frequentare uno speciale programma di studi al London Royal Court Theatre.
Nel 1998 ottiene il suo primo ruolo importante nella serie Tv Casualty, mentre il successo vero e proprio arriva nel 2000 con i film Lorna Doone e Quills - La penna dello scandalo.
Nell'estate del 2008 è impegnata nella registrazione di alcune canzoni da lei scritte, alcune delle quali usate poi come colonna sonora di spot pubblicitari in onda nelle reti britanniche.

### Vita privata
Nel 2001 sposa l'attore irlandese Colin Farrell, per poi divorziare soltanto 4 mesi dopo.
Nel 2013 ha sposato Jamie Dornan. La coppia ha avuto tre bambine, la prima, Dulcie, nata a fine novembre 2013 la seconda, Elva, nata a febbraio 2016 e la terza Alberta nata a marzo 2019.

## Filmografia

### Attrice

#### Cinema
- Mansfield Park, regia di Patricia Rozema (1999)
- Quills - La penna dello scandalo (Quills), regia di Philip Kaufman (2000)
- Nine Lives, regia di Andrew Green (2002)
- Corrispondenza d'amore (Love's brother), regia di Jan Sardi (2004)
- Winter Passing, regia di Adam Rapp (2005)
- Stoned, regia di Stephen Woolley (2005)
- Æon Flux - Il futuro ha inizio (Æon Flux), regia di Karyn Kusama (2005)
- Alpha Male, regia di Dan Wilde (2006)
- Gone - Passaggio per l'inferno (Gone), regia di Ringan Ledwidge (2007)
- Il risveglio delle tenebre (The dark is rising), regia di David L. Cunningham (2007)
- The Echo, regia di Yam Laranas (2008)
- Il profumo dell'erba selvatica (Wild Mountain Thyme), regia di John Patrick Shanley (2020)

#### Televisione
- Kavanagh QC - serie TV, episodio 4x01 (1998)
- Casualty - serie TV, episodio 13x06 (1998)
- Aristocrats - serie TV, episodi 1x03-1x04 (1999)
- Waking the Dead - serie TV, episodi 1x01-1x02 (2000)
- Don Chisciotte (Don Quixote) - film TV, Peter Yates (2000)
- Take a Girl Like You - film TV, regia di Nick Hurran (2000)
- Lorna Doone - film TV, regia di Mike Barker (2000)

#### Cortometraggi
- Falling Slowly, regia di Ben Fogg (2003)
- Olga?, regia di Ilaria D'Elia (2010)
- The Other Side, regia di Alex Santoro e Oli Santoro (2012)

### Colonne sonore
- Mum's list (2016)
- Mary Shelley - Un amore immortale (Mary Shelley), regia di Haifaa al-Mansour (2017)
- Il profumo dell'erba selvatica (Wild Mountain Thyme), regia di John Patrick Shanley (2020)
- Mr. Malcolm's List - La lista del signor Malcolm (Mr. Malcolm's List), regia di Emma Holly Jones (2022)

## Discografia
- Renditions (2011)